# Mememe
Mememe (stilizzato come mememe) è un singolo del rapper canadese bbno$, prodotto da Lentra e pubblicato il 12 marzo 2020 dalla Universal Music Group come primo estratto dal quinto album in studio Good Luck Have Fun.

## Tracce
1. Mememe – 2:21